# Draken (montaña rusa)
Draken (en hangul, 드라켄) es una montaña rusa estilo Dive Coaster fabricada por Bolliger & Mabillard en Gyeongju World, Corea del Sur. Draken abrió el 1 de mayo de 2018. Draken es la primera montaña rusa de buceo y la primera montaña rusa en Corea del Sur que presenta una caída de 90 grados. A octubre de 2023, es la montaña rusa más alta y rápida de Corea del Sur, y está empatada en el puesto de montaña rusa más empinada de Corea del Sur con Giant Digger. Draken también ocupa el cuarto lugar en cuanto a inversiones en una montaña rusa de Corea del Sur. Draken es también la cuarta montaña rusa más empinada de Asia.

## Historia
Draken se ha planificado desde 2017. Gyeongju World lo anunció formalmente al público por primera vez en su cuenta oficial de Facebook el 19 de abril de 2018, donde publicaron un video de prueba de la montaña rusa. Fue la sexta montaña rusa de buceo con una caída de 90 grados. Gyeongju World anunció en su publicación que Draken se abriría al público en mayo del mismo año. Draken abrió al público el 1 de mayo de 2018. La construcción de Draken costó 25 mil millones de wones coreanos y fue construida por Bolliger & Mabillard, un fabricante suizo de montañas rusas.

## Características
Después de que el viaje sale de la estación, Draken sube la colina inicial. Luego gira hacia la derecha y cae al suelo. Luego realiza una inversión de Immelmann, luego sube otra colina mientras gira hacia la izquierda y luego cae al suelo. Después de un breve tramo del túnel, Draken sube a otro Immelmann y luego sube a una pequeña colina de aire en una zona de agua con efecto de salpicadura. Luego gira a la izquierda, sube y regresa a su estación. El diseño de Draken copia en gran medida el de Griffon en Busch Gardens Williamsburg.
Draken tiene 3 vagones por tren con 8 pasajeros por tren y, por lo tanto, puede transportar hasta 24 pasajeros por recorrido.
Draken es la primera montaña rusa en Corea del Sur que presenta una caída de 90 grados, así como la primera montaña rusa de buceo en Corea del Sur. Además, es la montaña rusa más alta y más rápida de Corea del Sur, siendo de 206,7 pies (63,0 m) de altura y teniendo una velocidad de 73 mph (117 km/h). Draken es también la montaña rusa más empinada de Corea del Sur, empatada con Giant Splash en Lotte World Adventure Busan y la cuarta más empinada de Asia. Tiene dos inversiones, que es la cuarta mayor cantidad de inversiones en una montaña rusa en Corea del Sur.
Draken está situado en un área del parque conocida como Draken Valley, que se estaba desarrollando desde 5 años antes de la apertura de la montaña rusa. La temática de Draken Valley está inspirada en la mitología nórdica, y los visitantes conocen la historia de Peter, un héroe que necesita recolectar tesoros basados en cuatro elementos diferentes y un anillo para derrotar a las fuerzas oscuras de Fenrir.